# Madonna (Engelskirchen)
Madonna ist ein Ort in der Gemeinde Engelskirchen im Oberbergischen Kreis in Nordrhein-Westfalen in Deutschland.

## Geographie

### Lage
Der Ort liegt im Nordosten von Engelskirchen im Tal der Leppe.

### Nachbarorte
Nachbarorte sind Blumenau, Feckelsberg und Bickenbach.

## Geschichte
Auf der amtlichen topografischen Karte des Jahres 1896 ist Madonna erstmals verzeichnet.